# Guillaume Des Autels
Guillaume des Autels (Le Puley, Francia, 1529-Lyon, Francia, 1599) fue un poeta francés del siglo XVI. 

## Biografía
Formó parte del grupo de siete poetas franceses del siglo XVI reunidos alrededor de Pierre de Ronsard llamado "La Pléyade", así como de la llamada Escuela Lionesa, liderada por Maurice Scève. Ambos grupos renacentistas defendían la inspiración en los clásicos greco latinos e imitaban el petrarquismo.
- Datos: Q2378472